# Pilar Quintana
Pilar Quintana (Cali, 1972) è una scrittrice colombiana.

## Biografia
Nata a Cali nel 1972, ha studiato comunicazione sociale all'Università Javeriana di Bogotà.
Selezionata nel 2007 tra i 39 scrittori latino-americani sotto i 39 anni più promettenti ("Bogotá39"), ha pubblicato 5 romanzi e una raccolta di racconti e ha lavorato come sceneggiatrice e pubblicista.
Scrittrice in residenza all'International Writing Program dell'Università dell'Iowa, le sue opere sono state tradotte in una quindicina di lingue.

## Opere

### Romanzi
- Cosquillas en la lengua (2003)
- Coleccionistas de polvos raros (2007)
- Conspiración iguana (2009)
- La cagna (La perra, 2017), traduzione di Pino Cacucci, Milano, La Tartaruga, 2022, ISBN 978-88-94814-38-5.
- Gli abissi (Los abismos, 2021), Milano, La Tartaruga, 2023, ISBN 978-88-94814-07-1.

### Raccolte di racconti
- Caperucita se come al lobo (2012)

## Premi e riconoscimenti
Premio Biblioteca di Narrativa Colombiana
- 2017 vincitrice con La cagna

National Book Award per la letteratura tradotta
- 2020 finalista con la cagna[5]

Premio Alfaguara
- 2021 vincitrice con Los abismos[6]